# Taxeotis lechrioschema
Taxeotis lechrioschema là một loài bướm đêm trong họ Geometridae.